# LGA 1156

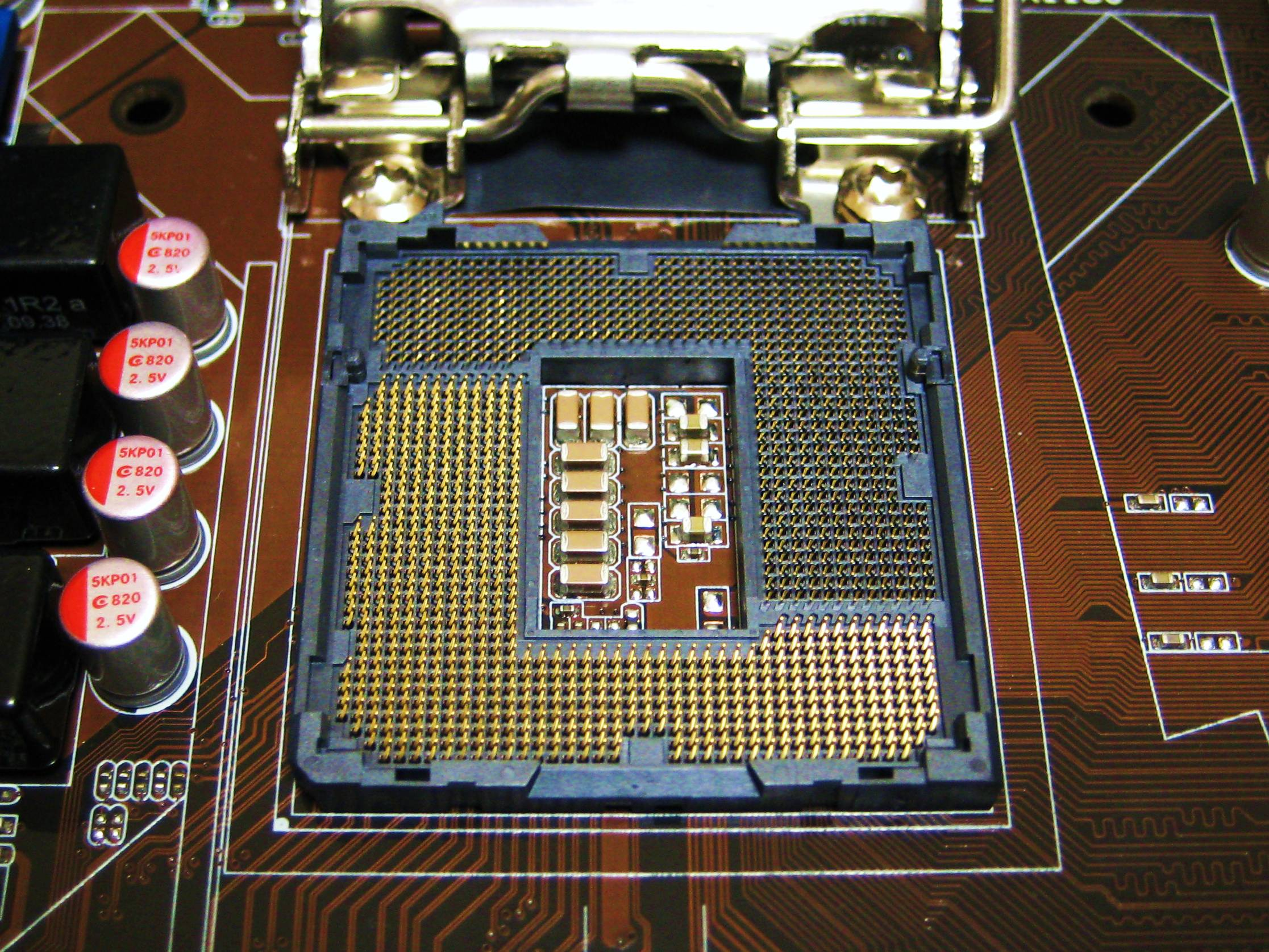
LGA 1156

LGA 1156, även känd som Socket H är en processorsockel för stationära Intel processorer. Den största förändring som kom från LGA 1156 i jämförelse med LGA 775 och LGA 1366, är att nordbryggan är integrerad i processorn. Sockeln ersattes senare av LGA 1155.

## Kompatibla Processorer
| Märke   | Modell      | Frekvens                  | Ant. Kärnor | Max. Minneshastighet                 |
| ------- | ----------- | ------------------------- | ----------- | ------------------------------------ |
| Core i5 | 660 750 760 | 3,33 GHz 2.66 GHz 2.8 GHz | 2 4 4       | DDR3-1333 DDR3-1333 DDR3-1066 / 1333 |
| Core i7 | 860         | 2.8 GHz                   | 4           | DDR3-1333                            |
| Core i7 | 870         | 2.93 GHz                  | 4           | DDR3-1333                            |
| Xeon    | L3426       | 1.86 GHz                  | 4           | DDR3-1333                            |
| Xeon    | X3430       | 2.4 GHz                   | 4           | DDR3-1333                            |
| Xeon    | X3440       | 2.53 GHz                  | 4           | DDR3-1333                            |
| Xeon    | X3450       | 2.66 GHz                  | 4           | DDR3-1333                            |
| Xeon    | X3460       | 2.8 GHz                   | 4           | DDR3-1333                            |
| Xeon    | X3470       | 2.93 GHz                  | 4           | DDR3-1333                            |

## Kompatibla Chipset
| Modell      | Modellnummer |
| ----------- | ------------ |
| P55 Express | BD82P55      |
| H55 Express | BD82H55      |
| H57 Express | BD82H57      |
| Q57 Express | BD82Q57      |
| B55 Express | ?            |